# Rakov (Bernartice)
Rakov je malá vesnice, část městyse Bernartice v okrese Písek v Jihočeském kraji. Nachází se asi čtyři kilometry jihozápadně od Bernartic. Rakov leží v katastrálním území Rakov u Svatkovic o rozloze 1,65 km².

## Název
Dřívější používaný název byl Rákov.

## Historie
První písemná zmínka o vesnici pochází z roku 1387. Ve 14. století patřil Rakov k podolskému majetku vladyků z Ratají. Po koupi podolského majetku (1440–1445) Janem Bechyně z Lažan byla ves připojena k bernartickým statkům. Roku 1477 při dědickém dělení majetku připadl Rakov společně s Podolím, s Borovany a s polovinou Bernartic Burianovi z Lažan a Bechyně. Mezi další majitele patří Jiřík Bechyně z Lažan, v roce 1553 Adam Bechyně z Lažan. Zmínky o rodu Bechyňů z Lažan pokračují až do 9. února 1623, kdy vnuk Adama Bechyně Oldřich Bechyně z Lažan prodal před konfiskací část svého majetku jezuitské koleji svatého Klimenta na Starém městě pražském. Další osudy Rakova byly totožné s osudem nedalekých Bernartic.
Sbor dobrovolných hasičů byl založen roku 1898.
Školou patřil Rakov do Slabčic. Farní úřad, lékař, pošta a četnictvo byly v Bernarticích.

## Obyvatelstvo
V roce 1930 zde bylo třicet popisných čísel a 141 obyvatel.
| Rok            | 1869 | 1880 | 1890 | 1900 | 1910 | 1921 | 1930 | 1950 | 1961 | 1970 | 1980 | 1991 | 2001 | 2011 | 2021 |
| -------------- | ---- | ---- | ---- | ---- | ---- | ---- | ---- | ---- | ---- | ---- | ---- | ---- | ---- | ---- | ---- |
| Počet obyvatel | 160  | 194  | 182  | 150  | 179  | 166  | 141  | 118  | 144  | 107  | 75   | 59   | 50   | 35   | 27   |
| Počet domů     | 26   | 29   | 31   | 30   | 30   | 30   | 30   | 30   | 33   | 31   | 26   | 24   | 30   | 30   | 30   |

## Obecní správa
Při sčítání lidu v letech 1850–1879 Rakov byl osadou obce Svatkovice v okrese Milevsko. V letech 1880–1960 byl samostatnou obcí v okrese Milevsko. V letech 1961–1979 byl znovu částí obce Svatkovice v okrese Písek. Od 1. ledna 1980 je částí městyse Bernartice v okrese Písek.

## Pamětihodnosti
- Výklenková kaple se nachází za kaplí Anděla Strážného ve vesnici.[9]
- Kaple na návsi je zasvěcena Andělu Strážnému a pochází z roku 1895. Nad vchodem do kaple je tento nápis: Anděle Boží strážce můj! Rač mě řiď a napravuj.[10]
- Rodný dům spisovatele Karla Kálala je čp. 1. Na domě byla ještě za jeho života 25. 5. 1930 odhalena bronzová pamětní deska. Na desce je tento nápis: Zde se narodil Karel Kálal, spisovatel, 9. 1. 1860.[4]

## Rodáci
- V domě čp. 1 se narodil 9. ledna 1860 Karel Kálal, učitel a spisovatel.[4]

## Galerie

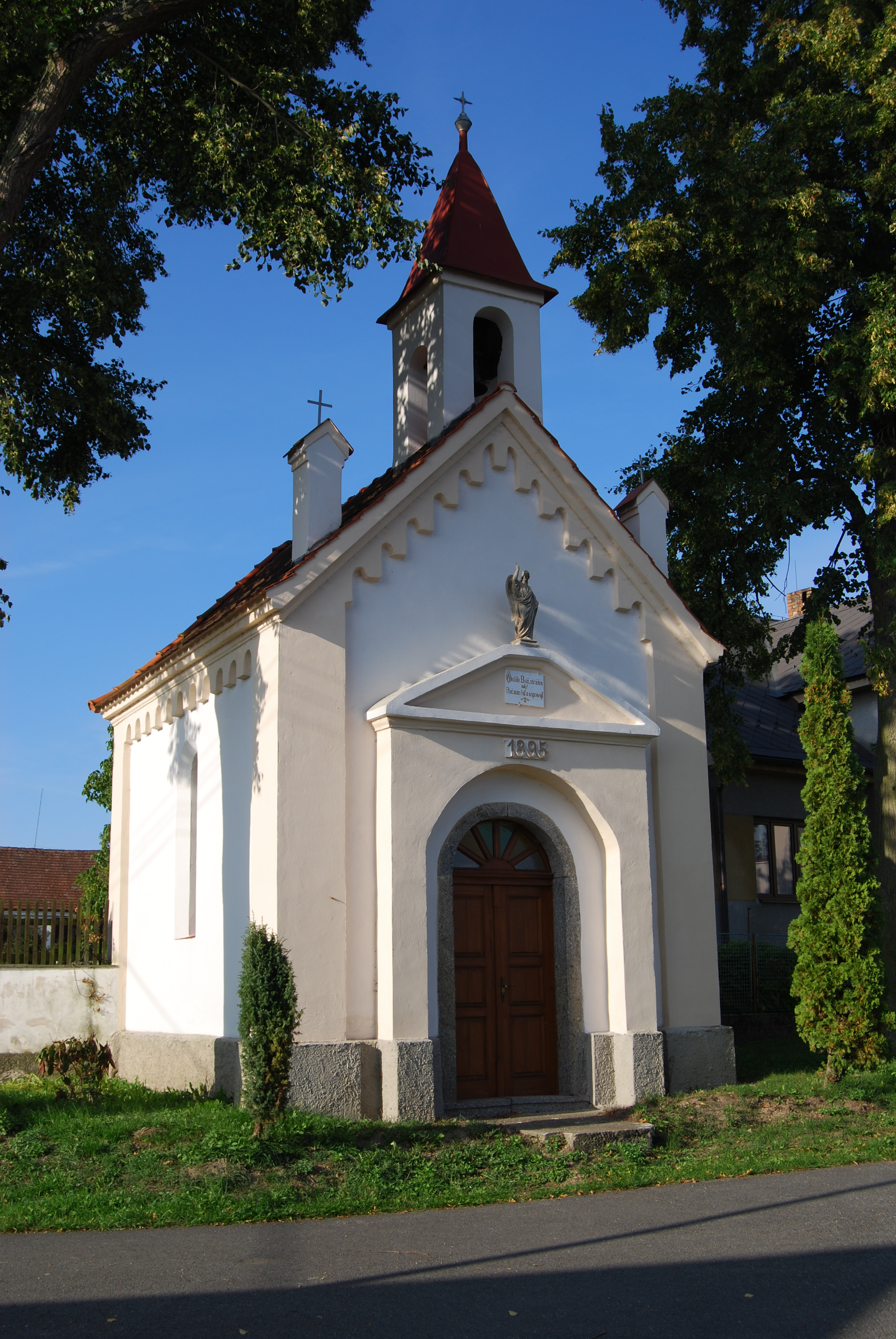
Kaple na návsi zasvěcená Andělu Strážnému
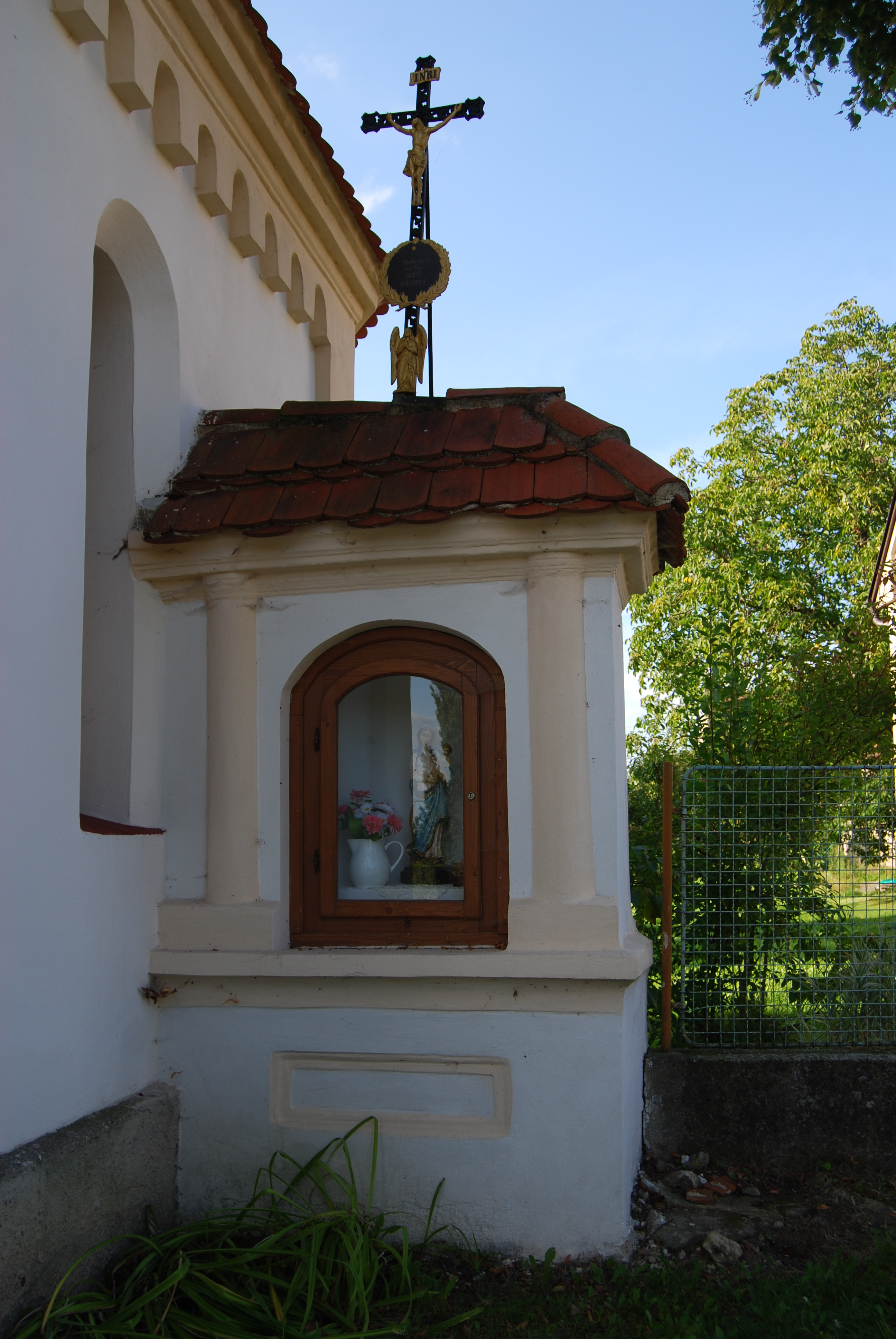
Výklenková kaple
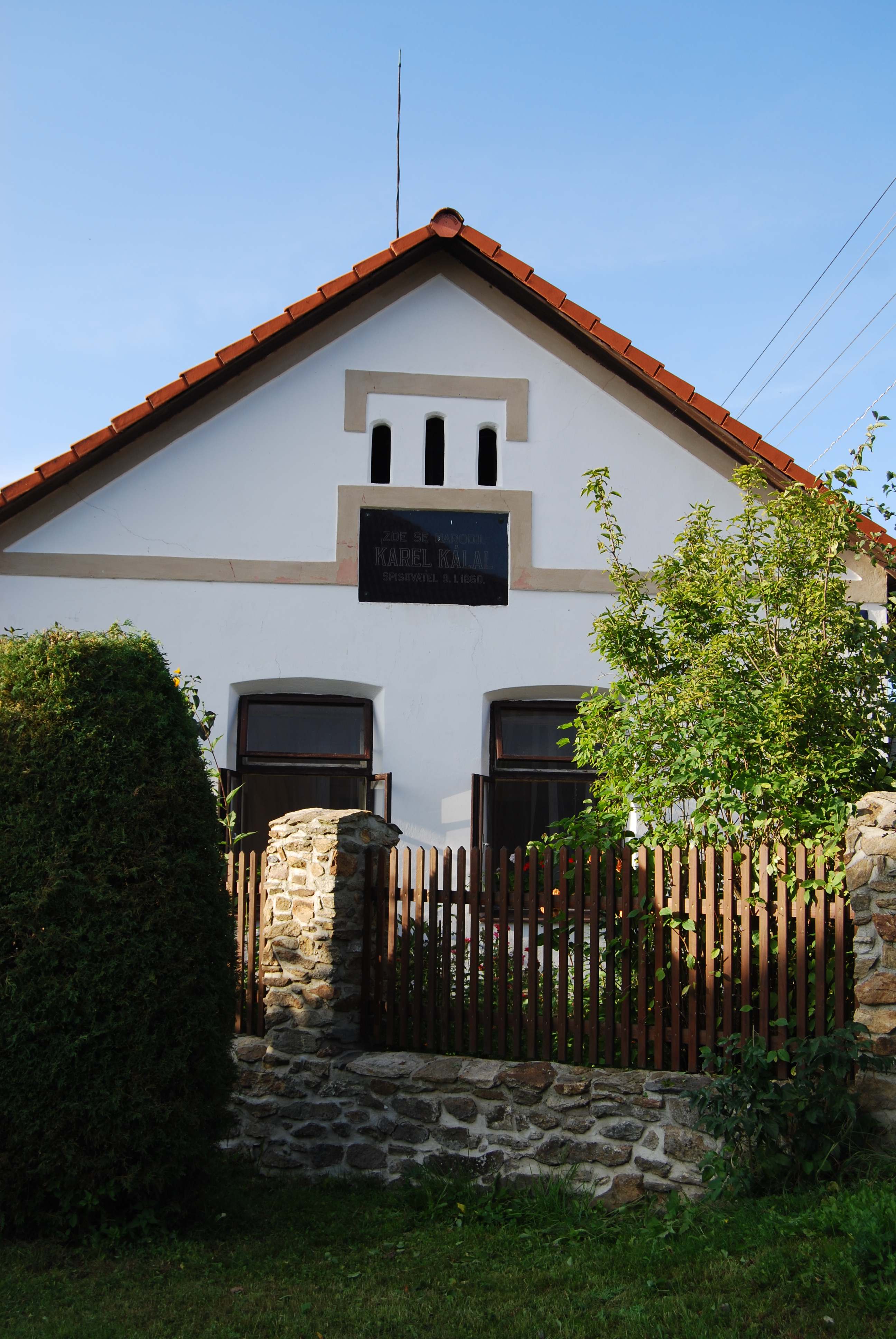
Rodný dům K. Kálala